# (1075) Гелина
(1075) Гелина (лат. Helina) — небольшой астероид главного пояса, принадлежащий к спектральному классу S. Был обнаружен 29 сентября 1926 года русским астрономом Григорием Неуйминым в Симеизской обсерватории и назван в честь своего сына — Гелия Григорьевича Неуймина.

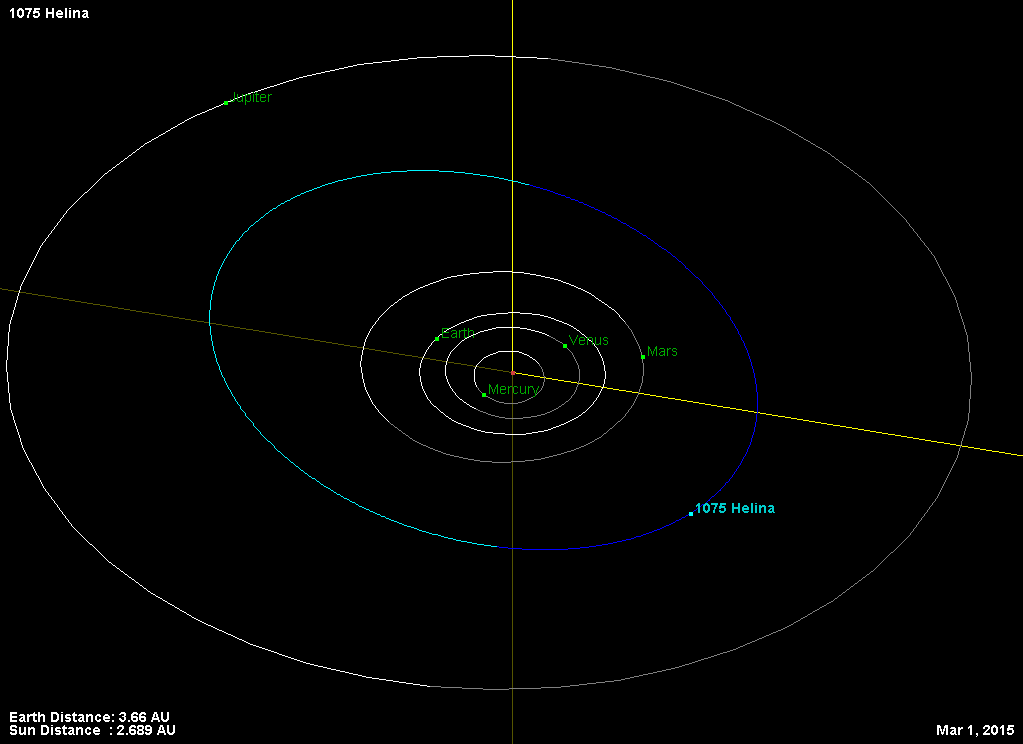
Орбита астероида Гелина и его положение в Солнечной системе